# Adiantum semiorbiculatum
Adiantum semiorbiculatum är en kantbräkenväxtart som beskrevs av Roland Napoléon Bonaparte. Adiantum semiorbiculatum ingår i släktet Adiantum och familjen Pteridaceae. Inga underarter finns listade.